# Тепоцотлан
Тепоцотлан (ісп. Tepotzotlán) — місто в Мексиці, входить у штат Мехіко. Населення — 68 374 мешканці.

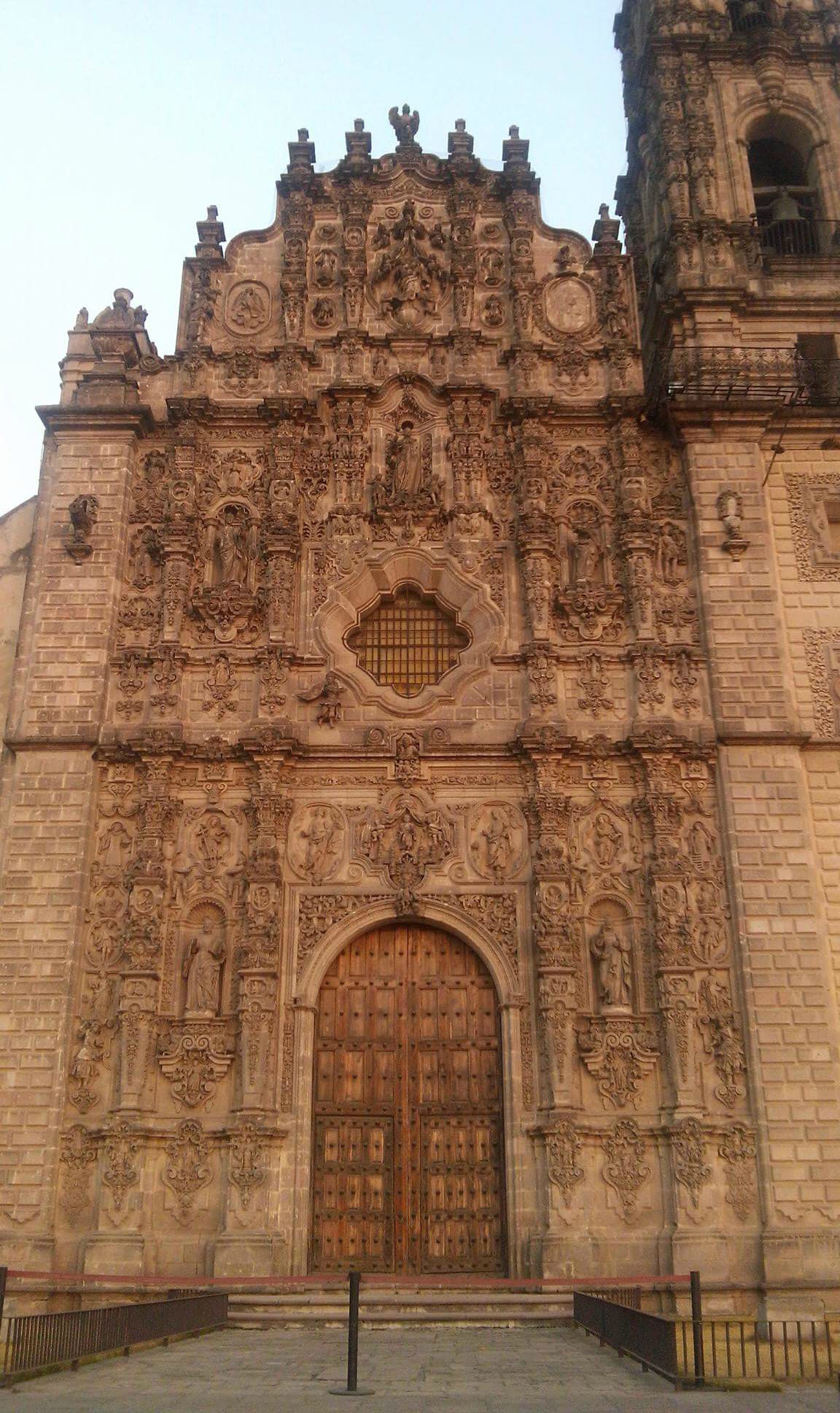
Церква

У місті розташований Національний музей віцекоролівства та церква святого апостола Петра, місто приведене до чину «Чарівного міста Мексики».